# Chiến tranh Xô Viết–Thổ Nhĩ Kỳ (1917–1918)
Chiến tranh Xô Viết-Thổ Nhĩ Kỳ là một xung đột trong Nội chiến Nga giữa quân đội can thiệp Thổ Nhĩ Kỳ và Xô Viết. Người Thổ từ Biển Đen và Kavkaz tấn công chống người Xô Viết từ năm 1917 đến 1918. Năm 1918, Thổ Nhĩ Kỳ chấm dứt cuộc can thiệp.
Trước đó, người Nga lên kế hoạch để tái tấn công các vị trí của Thổ nhưng sự hỗn loạn gây ra bởi Cách mạng Nga buộc tất cả chiến dịch quân sự Nga kết thúc. Người Thổ, chịu sức ép từ người Anh tại Palestine và Lưỡng Hà, rút phần lớn lực lượng và chuyển đến miền Nam. Trong giai đoạn cuối năm 1917, quân Nga từ từ tan rã cho đến khi lực lượng quân sự không còn hiệu quả.